# Porta di Santa Maria Assunta

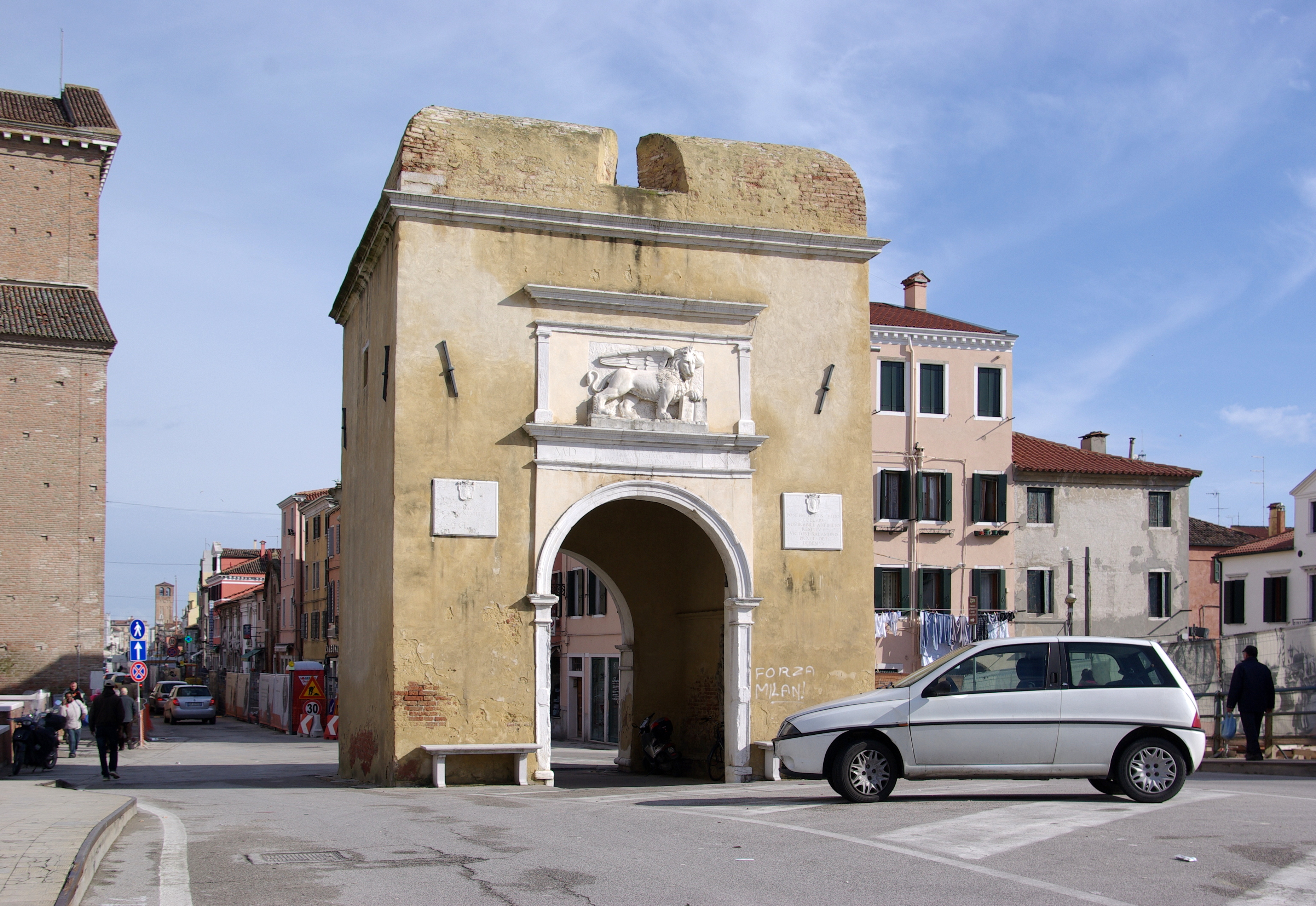
Die Vorderseite des Tores mit dem Markuslöwen

Die Porta di Santa Maria Assunta (auch Porta Garibaldi genannt) ist ein ehemaliges Stadttor der italienischen Stadt Chioggia. Sie befindet sich in unmittelbarer Nähe zur Kathedrale Santa Maria Assunta.
Das heute freistehende Tor wurde 1520 erbaut, war Teil der alten Stadtbefestigung Chioggias und wurde im Laufe der Geschichte mehrmals baulich verändert. Es zeigt auf der dem Land gewandten Seite auf einem Marmorrelief den Markuslöwen, das Wappentier von Venedig als Symbol für die Herrschaft Venedigs über die Stadt.  Bis vor einiger Zeit war das Tor in roter Farbe, ist aber heute in gelb. Um das Tor herum bewegt sich heute der Straßenverkehr; in der Innenseite des Tores befindet sich eine lateinische Schrifttafel, die an einen Aufenthalt von Papst Pius VI. in Chioggia erinnert sowie eine dekorative mit einem Wappen versehene Gedenktafel.
Schrifttafeln

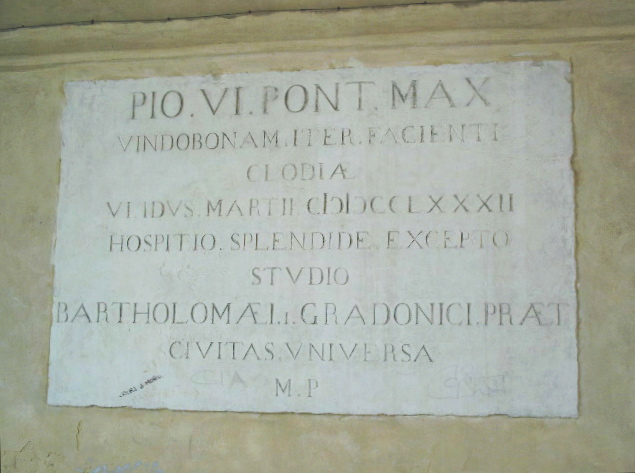
Gedenktafel an Papst Pius VI., 1782
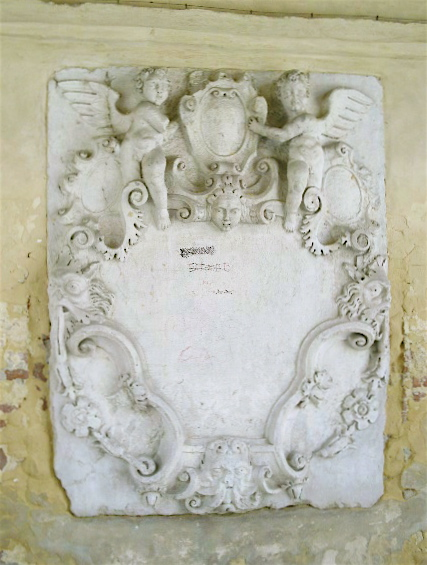
barocke
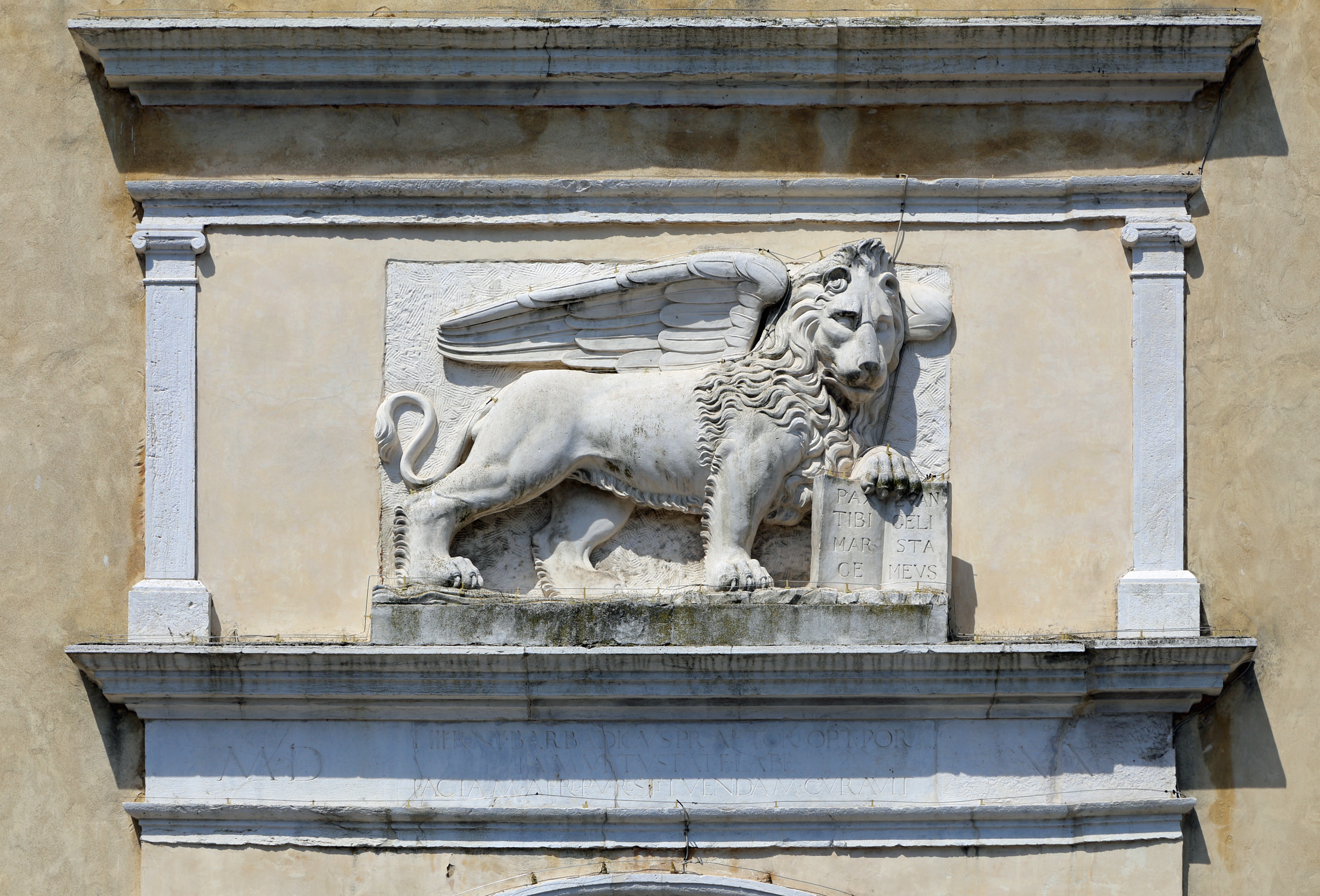
Der Markuslöwe